# Robert Klapisch
Pour les articles homonymes, voir Klapisch.
Robert Klapisch, né le 26 décembre 1932 à Cachan et mort le 21 mars 2020 à Paris, est un physicien français.
Ses premiers travaux au CNRS en spectrométrie de masse contribuent à des résultats majeurs en astrophysique et en physique nucléaire. Il dirige des recherches d'avant-garde sur l’implantation ionique puis, en tant que directeur de la recherche du CERN, il se consacre à la physique des particules. Il dirige le programme de recherche du collisionneur proton/antiproton qui vaut au CERN en 1984 le prix Nobel de physique attribué à Carlo Rubbia et Simon van der Meer.
Il est président et fondateur de la fondation Partager le savoir qui œuvre en faveur du développement durable des pays de la Méditerranée et de l'Afrique.

## Biographie

### Origines familiales et descendance
Le grand-père paternel de Robert Klapisch, Mordechai (né en 1872 en Pologne centrale) arrive à Paris en 1913 avec sa famille. Son père Solly Klapisch, né en 1905 à Londres, fréquente l'école élémentaire des Hospitalières-Saint-Gervais. Le père et les trois frères aînés (Henri, David et Joseph) créent la société Klapisch qui cherche à introduire en France des spécialités nordiques (harengs fumés). Un point de vente, qui existait encore dans les années 1980, était situé à proximité de l'école élémentaire des Hospitalières-Saint-Gervais.
À la fin de 1917, fuyant les bombardements de la Grosse Bertha, la famille s’établit à Décines dans la banlieue lyonnaise. Solly n’est plus soumis à l’école obligatoire et son père lui enjoint de rejoindre immédiatement l’entreprise familiale. C’est ainsi qu'il commence à 14 ans sa carrière d’industriel. Le frère aîné lui envoie de Boulogne des wagons entiers de harengs, les deux autres s’occupent de la promotion commerciale et le plus jeune est chargé de réinventer l’art ancien de la fumaison. Autodidacte, passionné par son métier et toutes les technologies, c’est sur lui que reposeront plus tard les développements techniques de l’entreprise Klapisch.
En 1921, la famille revient dans la région parisienne et installe la fabrique et le siège social de la société à Cachan, au bord de la Bièvre, dans une ancienne blanchisserie désaffectée[réf. nécessaire].
Jakob Lax, le grand-père maternel de Robert Klapisch, est né le 21 février 1880 à Micklobowoska en Galicie (qui faisait partie de l’Empire austro-hongrois, avant de devenir polonaise et aujourd’hui ukrainienne). Il arrive en France en 1928 avec ses quatre enfants. Sa fille aînée, Blima, née en 1913, se marie avec Solly en 1931. Arrivé en France en période de la crise économique de 1929-31, il a l’idée ingénieuse de valoriser les chutes de fourrures de valeur (renard argenté, Astrakan), acquises à vil prix chez les grands fourreurs, en assemblant des nappettes, qui permettaient aux dames de faire illusion en ces temps de disette. Son atelier rue des Petites-Écuries emploie une dizaine de personnes. Son succès commercial lui permet d’acquérir une belle demeure à Enghien-les-Bains et de cultiver sa passion pour le jardinage, les collections d’art et les antiquités, ce qui fut sa perte. Alors que Solly pressait son beau-père de venir rejoindre le reste de la famille à Aix-les-Bains, dans la zone d'occupation italienne, celui-ci refusa, insistant pour rester garder ses possessions. Excellent cavalier, il avait servi durant la Première Guerre mondiale dans la Garde impériale austro-hongroise. Arrêté par la police française, il est interné à Drancy et déporté par le convoi No. 45, en date du 11 novembre 1942 à Auschwitz, où il est gazé dès son arrivée le 16 novembre 1942.

### Enfance et Seconde Guerre mondiale
Solly Klapisch et Blima Lax font preuve de clairvoyance, en refusant de se faire recenser comme juifs. La famille ne porte jamais l’étoile jaune, et personne ne les dénonce alors à Cachan. En revanche, deux de ses frères associés, Joseph et David, sont arrêtés et déportés. David seul survivra à la déportation.
Solly, Blima et plusieurs autres membres de la famille se rassemblent à Aix-les-Bains, dans la zone d’occupation italienne, où Solly entre en contact avec un réseau de policiers gaullistes, qui fabriquent des vrais faux papiers, provenant de communes bombardées. À la chute de Mussolini, les Allemands arrivent, Solly est prévenu qu’il est sur une liste noire. La famille se réfugie à Savigneux, sous le nom de Clapier, grâce à de vrais faux papiers, faits par Claudius Duport, directeur de l'école et secrétaire de mairie, signés par le Maire de l'époque, Pierre Dupuy, jusqu’à la Libération.

### Après-guerre
En octobre 1944, Robert Klapisch a 12 ans. Son père Solly Klapisch, qui retrouve son usine, déserte et dévastée, relance l’activité.

### Vie privée et mort
Robert Klapisch et Françoise Meyer (psychanalyste) ont eu deux enfants :
- Coline Klapisch-Nicolella (née en 1957) est docteur en sémiotique de l'EHESS, chargée de cours en sémiologie à l'université Paris III et au CELSA, elle s'occupe de marketing qualitatif ;
- Cédric Klapisch (né en 1961 à Neuilly-sur-Seine) est scénariste et réalisateur de cinéma.

Après son divorce de Françoise Meyer, Robert Klapisch et Christiane Klapisch-Zuber, directrice d’études au Centre de recherche historique de Paris (EHESS), spécialiste d’histoire de la famille du Moyen Âge et de la Renaissance, ont eu une fille :
- Marianne Klapisch, née en 1969 à Paris, architecte.

Louise Klapisch, sa troisième épouse, meurt le 24 janvier 2012 d'un cancer.
Il meurt le 21 mars 2020 à Paris, à l'âge de 87 ans. Il est inhumé à Thiais[réf. nécessaire].

## Formation
Robert Klapisch conduit ses études secondaires au lycée Lakanal à Sceaux, avant de poursuivre la classe de « maths-élem » au lycée Louis-le-Grand à Paris et une classe préparatoire physique-chimie au collège Lavoisier à Paris.
Il est diplômé ingénieur, en 1952 (71e promotion), de l'École supérieure de physique et de chimie industrielles de la ville de Paris (ESPCI Paris) et obtient le titre de docteur ès sciences en 1966 à la faculté des sciences de Paris.

## Carrière

### CNRS
Entré au CNRS, en 1956, dès sa sortie de l'ESCPI, Robert Klapisch interrompt ses recherches entre 1960 et 1962 pour effectuer son service militaire pendant la guerre d’Algérie, puis à nouveau entre 1968 et 1969, lors d'un séjour post-doctoral à l'université de Princeton.
Entré à l’Institut du radium alors dirigé par Jean Teillac, son directeur de recherche est René Bernas qui influera durablement sur son développement scientifique. René Bernas avait lui-même été formé par Alfred O. C. Nier (en) de l'université du Minnesota, pionnier de la spectrométrie de masse et de la séparation isotopique.
René Bernas avait été chargé de construire le premier séparateur électromagnétique d’isotopes en France pour l’Institut de Physique nucléaire qui se créait à Orsay et Robert Klapisch, dès janvier 1957, fait partie des quelques dizaines de personnes affectées à ce qui est encore un chantier. Bernas crée ensuite un groupe indépendant, dont les deux axes scientifiques sont l’astrophysique nucléaire et la séparation isotopique de haute pureté. René Bernas meurt prématurément (à cinquante ans) et Robert Klapisch tout en développant son propre groupe, prend la direction de ce laboratoire pluridisciplinaire (théorie astrophysique, avec Jean Audouze, échantillons lunaires avec Michel Maurette, datation par accélérateur avec Françoise Yiou et Grant Raisbeck).
Le potentiel instrumental développé pour la séparation isotopique ouvrait des perspectives nouvelles pour l’implantation ionique. Robert Klapisch, en tant que directeur, encourage vivement les applications scientifiques (notamment avec le Laboratoire d'analyse et d'architecture des systèmes (LAAS) à Toulouse) et négocie lui-même un accord de licence avec la Société Balzers, salué par l’Agence nationale de valorisation de la recherche (ANVAR), pour les applications industrielles, semi-conducteurs, traitement de surface des métaux, etc.
Son outil scientifique essentiel est le spectromètre de masse de haute sensibilité. Cet instrument lui a permis des développements novateurs dans le domaine de l’astrophysique (nucléosynthèse des éléments légers) et de la physique nucléaire.
Il a contribué à résoudre l’énigme des éléments légers très rares que sont le lithium, le béryllium et le bore. Par la suite, les mêmes instruments lui ont permis, avec ses collaborateurs, dont Catherine Thibault, qui lui succédera, de découvrir des noyaux bizarres, qu'il a appelé exotiques, comme le lithium 11 ou le sodium 35, qui comprennent deux fois ou trois fois plus de neutrons que de protons.
Associé à Pierre Jacquinot et à son groupe du Laboratoire Aimé Cotton, il développe des méthodes très élaborées, qui associent spectrométrie de masse et spectroscopie optique par laser accordable. C’est ainsi que Jacquinot put annoncer à l’Académie des sciences la découverte de la raie de résonance du francium, prolongeant les découvertes historiques du sodium et du potassium par Davy en 1807 et du rubidium et du césium par Bunsen en 1861.
Il a terminé sa carrière au CNRS comme directeur de recherche de classe exceptionnelle puis a été détaché au CERN à partir de 1981.

### CERN
Directeur de la recherche du CERN entre 1981 et 1987, Robert Klapisch se consacre à la physique des particules. Il dirige le programme de recherche du Collisionneur Proton-Antiproton qui valut au CERN en 1984 le prix Nobel de physique attribué à Carlo Rubbia et Simon van der Meer.
Il lance deux nouveaux programmes :
- l’étude de l'antimatière avec l’anneau d’antiprotons LEAR
- les ions lourds relativistes qui ont constitué une des voies de découverte d’un possible nouvel état de la matière appelé le plasma Quark-Gluon.

Entre 1988 et 1993, le directeur général du CERN, Carlo Rubbia, le charge de donner un nouvel élan à la politique de communication du CERN. Il sera le maître d'œuvre de la cérémonie d'inauguration du LEP en novembre 1989, qui sera honoré de la présence de chefs d'état. A cette occasion, son fils Cedric Klapisch fera un court documentaire sur le CERN. Il a ensuite dirigé la participation du CERN à l'Exposition universelle de Séville de 1992 (exposition du CERN au Pavillon thématique de l'Univers et Journée d'honneur du 30 septembre 1992).
De 1994 à 2000, il participe à un petit groupe autour de Carlo Rubbia, qui se consacre à des recherches sur une approche novatrice de l'énergie nucléaire.

## Engagements dans le domaine de la culture scientifique et de l'éthique

### Charte constitutionnelle de l’environnement
Début 2002, le président Chirac et la ministre Roselyne Bachelot demandent à l’anthropologue Yves Coppens de former une commission chargée de préparer une Charte de l’Environnement. Robert Klapisch accepte l’invitation d’Yves Coppens d’être son assesseur et de former et présider un Comité Scientifique.

### Activités de Conseil
Robert Klapisch a siégé dans un grand nombre de comités consultatifs scientifiques en Europe, aux États-Unis et au Canada. En 1982, Jean-Pierre Chevènement, alors ministre de la Recherche, lui demande d’écrire un rapport sur l’avenir de la science nucléaire en France. Ce document servit longtemps de référence à l'action du ministère de la Recherche dans ce domaine, et lui valut les Palmes académiques.
À partir de janvier 2010, il est membre élu du comité stratégique du IASS (Institute for Advanced Studies on Sustainability) basé à Potsdam, dont Carlo Rubbia est Directeur scientifique et Klaus Töpfer, Directeur exécutif. L'IASS poursuit des recherches dans le domaine du changement climatique et de l'économie durable.

### La FondationPartager le savoir
À compter de 2002, Robert Klapisch organise une série de conférences Partage du savoir en Méditerranée, visant à développer le dialogue entre les scientifiques des deux rives, en vue d’un développement durable. Les sujets traités couvrent aussi bien le domaine de la science fondamentale, que la lutte contre la fracture numérique et la satisfaction des besoins de base : eau, énergie, nourriture.
D’abord menées sous l’égide de l’AFAS, le succès et le développement de ces activités l'ont conduit à créer en 2006 une Fondation ad hoc qui bénéficie du soutien d’institutions et de groupes industriels en France, Italie, Espagne et Grande-Bretagne.
La Fondation Partager le savoir a organisé sa 5e Conférence en Jordanie du 1er au 3 mars 2010, la 6e à Malte en mai 2011, la 7e du 17 au 20 mai 2012 à Tunis et la 8e, les 7,8, 9 mai 2013 à Rabat.

## Décorations
- Chevalier de l'ordre des Palmes académiques
- Officier de la Légion d'honneur (2007)

## Distinctions
- 1970 : prix Joliot-Curie de la Société française de physique[11].
- 1980 : prix des trois physiciens de l'École normale supérieure.
- W. F. Rockwell Medal for Science and Technology de l'International Institute for Technology (États-Unis).

Robert Klapisch a été, de plus, distingué par plusieurs médailles et récompenses du CNRS et il a été Fellow of the Institute of Physics (en) au Royaume-Uni.

## Publications
Principales publications en physique nucléaire
- (en) « Mass separation for nuclear reaction studies », in Annual Review of Nuclear Science, 1969, vol. 19, p. 33-60
- Le rayon et la forme des noyaux exotiques, avec Pierre Jacquinot, in Pour La Science, nº28, février 1980
- (en) Hyperfine Spectroscopy of radioactive atoms, avec Jacquinot, 1979, p. 42, 773
- (en) Laser optical spectroscopy on francium D2 resonance line, avec S. Liberman, J. Pinard, H.T. Duong, P. Juncar, P. Pillet, J-L. Vialle, P. Jacquinot, F. Touchard, S. Büttgenbach, C. Thibault, M. de Saint-Simon, A. Pesnelle et G. Huber, 1980
- (en) Laser spectroscopy of alkali atoms, avec C. Thibault, S. Büttgenbach, H.T. Duong, P. Guimbal, G.Huber, P. Jacquinot, P. Juncar, S. Liberman, A. Pesnelle, P. Pillet, J. Pinard, J.M. Serre, M. de Saint-Simon, F. Touchard et J-L. Vialle, Hyperfine Interactions, avril-mai 1981, vol 9, p. 12

Colloque Charte de l’environnement
- La Charte de l’environnement : enjeux scientifiques et juridique[12]
- Projet Rubbia de réacteur nucléaire sous-critique, avec Carlo Rubbia, « Accelerator Driven Systems », in Energia e ambiente. Energia nucleare e energia rinnovabilii, table-ronde, Rome, 8-9 mars 2000, Academia Naz. dei Lincei, coll. « Atti dei convegni Lincei »